# Анархия в Самарре
Анархия в Самарре (861—870) — период крайней внутренней нестабильности с 861 по 870 год в истории Аббасидского халифата, отмеченный насильственной сменой четырёх халифов, которые стали марионетками в руках могущественных соперничающих военных группировок тюркских наёмников-гулямов.

## Предыстория
В первой половине IX века халиф Аль-Мутасим создал гвардию из тюркских рабов-гулямов, происходивших из Центральной Азии и Хазарии. Не имея корней в арабских землях, тюрки были преданы лично халифу и полностью от него зависели. Они могли вступить в брак только с его разрешения и им запрещалось общаться с местным населением. В 835 году Аль-Мутасим покинул Багдад и выстроил на берегу Тигра новую столицу — Самарру. В Багдаде жители недолюбливали гулямов и постоянно враждовали с ними, да и размещать новые войска там было особо негде — Самарра должна была стать для них новым домом.
Халиф Аль-Мутаваккиль старался уменьшить влияние тюрков в армии, набирая войска в Северной Африке и в Армении. В 858 году он попытался сделать решительный шаг и перенести столицу в Дамаск, но сопротивление тюрок вынудило его через пару месяцев смириться с их требованиями и вернуться в Ирак.
Тем временем нарастала напряжённость внутри семьи халифа. Летом 850 года Аль-Мутаввакиль решил определить трём своим сыновьям порядок преемственности: наследником был назначен Мухаммад аль-Мунтасир, следующим в линии преемственности — Зубайр аль-Мутазз, а за ним — Ибрахим аль-Муайяд. Однако затем Аль-Мутаввакиль разочаровался в Аль-Мунтасире и стал обращаться с ним при дворе с нескрываемым неуважением, открыто намекая, что может лишить его положения наследника. Ситуация обострялась тем, что Аль-Мутазза поддерживала его мать.
К этому моменту из первоначальной группы тюрок, нанятых Аль-Мутасимом ещё до того, как он стал халифом, в живых остался лишь Васиф, все его более знаменитые товарищи уже умерли — кто от естественных причин, кто был убит по приказу Аль-Мутаввакиля. Васиф вёл себя тихо и не привлекал внимания. Однако, когда в октябре 861 года он узнал, что халиф намерен конфисковать его земли и отдать их своему новому фавориту, то понял, что терять ему нечего.

## Убийство халифа Аль-Мутаваккиля
5 декабря 861 года была последняя пятница Рамадана. По традиции халиф должен был вести людей на молитве в Большой мечети, и по этому случаю из Багдада прибыло много важных гостей. Когда этот день приблизился, халиф почувствовал себя плохо, и его советники предложили, чтобы народ повёл наследник — это был бы хороший случай показать его людям. В итоге было решено, что проповедь прочтёт Аль-Мунтасир, но в утро проведения процессии советники лицемерно заявили халифу, что хорошо было бы отдать такую честь Аль-Мутаззу (тем более, что у молодого принца днём раньше родился сын). Халиф согласился, и молящихся вёл Аль-Мутазз, а оскорблённый Аль-Мунтасир был вынужден оставаться в своих покоях до вечера.
Воскресенье было концом поста. Халиф снова сказал, что плохо себя чувствует, и предложил, чтобы молящихся теперь вёл Аль-Мунтасир. Однако советники сказали: если халиф не появился в пятницу и не появится в воскресенье — поползут слухи о его здоровье, поэтому он обязан лично вести верующих. В результате Аль-Мунтасира снова отстранили от участия в государственном мероприятии.
В четверг 10 декабря халиф почувствовал себя лучше, и устроил с приятными ему людьми вечеринку с выпивкой и беседой. На этом вечере Аль-Мунтасир опять стал мишенью для насмешек отца. В полночь Аль-Мунтасир ушёл, заметив пытавшимся остановить его присутствующим, что халиф слишком пьян, чтобы заметить этот уход. Тюркский военачальник Муса ибн Буга аль-Кабир принялся убирать зал, намекнув остальным, что им пора расходиться, в результате кроме халифа, его друга Фас ибн Хакана и нескольких пажей в зале больше никого не осталось. После этого в зал ворвались заговорщики — четыре сына Васифа (старшим из них был Салих), а также тюрки охраны, подчинявшиеся Мусе. Халиф и Фас были убиты, пажам удалось бежать.

## Халиф Аль-Мунтасир
Неизвестно, был ли Аль-Мунтасир вовлечён в заговор, однако он понимал, что для контроля ситуации нужно действовать максимально быстро. Он поручил своему секретарю Ахмеду ибн аль-Хасибу составить план присяги на верность и отправил его помощника Саида за своим братом Аль-Мутаззом, а другого слугу — за другим братом Аль-Муайядом. Явившись, те принесли клятву верности новому халифу. К утру 11 декабря Аль-Мунтасир уже прочно утвердился на троне.
Чтобы укрепить свой авторитет, Аль-Мунтасир тут же организовал большую кампанию против Византии; однако так как он не мог позволить себе оставить столицу сразу после восхождения на престол, то во главе армии поставил Васифа. Затем он лишил братьев статуса наследников, заставив их подписать отречение, и перевёл их в статус обычных людей. Однако 29 мая Аль-Мунтасир заболел и 7 июня умер.

## Халиф Аль-Мустаин
На следующий день после смерти халифа руководство тюрок (Буга аль-Кабир, его сын Муса ибн Буга аль-Кабир, и ещё один тюрк по имени Багир) собрались во дворце Гаруна. По совету визиря они заставили всех остальных тюрок поклясться, что они примут халифом того, кого выберут эти трое. Было ясно, что любой из сыновей Аль-Мутаввакиля захочет отомстить за смерть отца, поэтому они решили выбрать кого-нибудь из потомков их покровителя Аль-Мутасима. В итоге был выбран Ахмад аль-Мустаин — внук Аль-Мутасима.
Новый халиф возведением на трон был целиком обязан тюркам. Тюрки попытались получить полный контроль над правительством и заставили назначить визирем тюрка Утамиша (единственный пример в истории халифата, когда визирем стал тюрок, а не араб или перс), однако тому пришлось целиком полагаться на Ахмеда ибн аль-Хасиба — старого секретаря Аль-Мунтасира (вероятно, потому, что сам он был неграмотным). 9 июня, когда была проведена церемония возведения на трон нового халифа, в Самарре начались народные волнения, толпа захватила арсенал и устроила погромы, однако в итоге всё успокоилось.
Зимой 862—863 годов на византийской границе погибли в бою два видных командира, ветераны арабской армии. Это вызвало новый всплеск народного недовольства: арабы погибали, в то время как тюрки не прилагали никаких усилий для охраны границы. В марте 863 года вспыхнули волнения в Багдаде. В то же время ухудшалось финансовое положение страны: поставленный во главе администрации Утамиш, объединившись с секретарём и царицей-матерью, занялись грабежом казны. Жалованье рядовым гвардейцам задерживалось, а Васиф и Буга были заняты другими делами. В результате в четверг 4 июня 863 года войска в столице подняли мятеж. В субботу Утамиша выволокли из дворца халифа и зарезали. Лидером солдат-тюрок стал Багир.
Багир вскоре рассорился с Бугой. Васиф с Бугой решили нанести удар первыми, и в начале 865 года Багир был убит. Это убийство вызвало восстание солдат, считавших Багира героем, отстаивавшим их интересы перед властью. Халиф, Буга и Васиф решили, что Самарра стала слишком опасна, и в начале февраля бежали в Багдад.

## Гражданская война
Население Багдада не любило тюрок, и халиф мог рассчитывать на поддержку народа и управлявшего городом Мухаммеда ибн Абд Аллах ибн Тахира. Вскоре Самарру начали покидать другие тюрки, близкие к Васифу и Буге, которые, прибыв в Багдад, стали просить у халифа прощения и умолять вернуться с ними в Самарру. Халиф сказал, что они могут вернуться в Самарру и им будут там платить жалованье, но он сам останется там, где он есть. Тем самым тюркам было показано, что они больше не имеют веса.
Когда солдаты вернулись в Самарру и рассказали, как их оскорбили, то тюрки решили, что им нужен халиф, которого они могли бы считать своим, и обратились к Аль-Мутаззу. Увидев в этом свой последний шанс достичь трона, тот согласился. Война между Багдадом и Самаррой стала неизбежной.
Ибн Тахир занялся укреплением Багдада и постарался блокировать Самарру, а также попытался уговорить командующих войсками по всей стране присоединиться к нему и халифу в Багдаде. Однако сторонники Аль-Мутазза из Самарры взяли инициативу в свои руки и заставили багдадцев обороняться. После годичной осады Багдада Ибн Тахир предпочёл признать халифом Аль-Мутазза.

## Халиф Аль-Мутазз
По условиям капитуляции смещённому халифу назначили пенсию и позволили поселиться в Хиджазе, где ему отвели имение, разрешив выезжать только в Мекку и Медину; в реальности, однако, его переселили в Васит на юге Ирака.
Тем не менее в стране продолжался финансовый кризис. Деньги, требуемые тюркскими войсками, равнялись двум годовым доходам от налогов. Хаос в центре привёл к падению авторитета власти халифа в провинциях. С потерей территорий ушли и годовые налоги с них, что усугубляло финансовый кризис.
Вскоре новый халиф попытался избавиться от конкурентов. Первой жертвой стал брат Аль-Муайяд: 24 июля 866 года его официально лишили положения наследника, а 8 августа судьям и свидетелям было официально предъявлено его мёртвое тело без каких-либо следов насилия (тем не менее, в естественную смерть наследника никто не поверил, и в народе обсуждали лишь то, каким именно образом он был убит без оставления следов). Затем в тюрьму был помещён другой брат халифа — Абу Ахмед, руководивший силами Аль-Мутазза в войне против Багдада, но его авторитет среди тюркских войск спас ему жизнь — халиф не посмел убить столь популярного в войсках человека. В октябре поверженный халиф Аль-Мустаин был перевезён из Васита в Самарру и казнён на въезде в город.
Тем временем все провинции оказались захваченными узурпаторами или местными командирами, не желавшими подчиняться халифу в Самарре. В Самарре разгневанные и доведённые до отчаяния войска выбрали собственных военачальников. 29 октября 867 года тюрки и другие военные восстали против Васифа и Буги и потребовали своё жалованье. Васиф был убит, но его сын Салих вместе с прочими занял в семейных резиденциях круговую оборону.
В ноябре 868 года Буга отправился в Мосул, но по дороге потерял самообладание и бежал, отправившись без оружия и практически в одиночку назад в Самарру, надеясь там найти убежище у Салиха. Его лодка была перехвачена стражей на мосту, и он был убит по приказу халифа.
Салих пытался найти средства для тюрков. Решив, что правительственные секретари намеренно прячут деньги, предназначавшиеся войскам, он 19 мая 869 года напал на них во дворце, арестовал министров (халиф успел сбежать в личные покои) и принялся пытать, но те не могли дать денег, которых у них не было.
Тюркские солдаты, ещё на что-то надеясь, дали халифу последний шанс: они заявили, что убьют для него Салиха ибн Васифа, если халиф выплатит им жалованье. Когда он не смог найти денег, солдаты 11 июля 869 года пришли за ним, избили и заставили написать акт отречения. Затем свергнутого халифа увели и три дня не давали ему еды и воды. Вечером 16 июля его заперли в маленьком кирпичном подвале, где утром он был найден мертвым.

## Халиф Аль-Мухтади
Новым халифом был сделан Аль-Мухтади — сын халифа Аль-Васика. На момент восхождения на трон ему было 38 лет, и он вполне серьёзно отнёсся к своим обязанностям. Он резко сократил расходы на двор, лично сидел каждую неделю в суде и разбирал жалобы от граждан. Историки считают, что он мог бы стать одним из лучших халифов и возродить халифат, но реальность не оставила ему на это времени.
В декабре 869 года в Самарру из северного Ирана вернулся Муса, прослышав, что Салих ибн Васиф прибирает к рукам государственные средства. 19 декабря Муса вступил с войсками в Самарру, схватил халифа и увёз. Тем временем Салих, найдя поддержку среди сбежавших тюрков, спрятался. Халиф попытался успокоить тюрков, и рядовые солдаты, пожаловавшись, что такие люди, как Муса и Салих, процветают за их счёт, предложили халифу союз против офицеров, попросив назначить одного из его братьев их командиром. Переписка между халифом и тюркским солдатами продолжилась, и 12 января 870 года халиф согласился на их требования.
16 января пришли новости, что группа бедуинских разбойников сожгла маленький городок Балад возле Мосула. Халиф попытался отправить туда тюркские войска, но командующие отказались уходить. Лишь после того, как 28 января 870 года был пойман и казнён Салих, Муса со своими людьми оставил Самарру и отправился на север сражаться с бедуинами.
Халиф попытался использовать отсутствие Мусы для подрыва его позиций. Он написал Байикбеку — одному из командиров в армии Мусы — письмо, приказав принять командование на себя и привезти Мусу в цепях. Однако Байикбек отнёс письмо прямо к Мусе, и они договорились о совместных действиях против халифа. 16 июня Байикбек прибыл к халифу и извинился, что не схватил Мусу. Халиф приказал казнить Байикбека, а его голову выбросить к сопровождавшим его солдатам, однако те после этого восстали и убили командира дворцовой стражи. Халиф вызвал дополнительные войска из тех рядовых тюрок, что недавно поклялись лично ему, и началась свалка.
Халиф попытался как прежде лично обратиться к тюркам, но солдаты ответили, что по призыву родственников мёртвого Байикбека все тюрки отложили в сторону распри и объединились против халифа. Тогда халиф в отчаянии с мечом в руке пошёл по городу и призывал простой народ поддержать его, но никто не вышел ему на помощь. В итоге халиф был ранен стрелой на крыше дворца и был вынужден сдаться. 21 июня народу было выставлено его мёртвое тело, подготовленное к похоронам.

## Итоги и последствия
Смерть Аль-Мухтади привела к завершению периода анархии в Самарре, но не привела к реставрации халифата: империя распалась.